# Landesregierung Wallnöfer V
Die Landesregierung Wallnöfer V bildete die Tiroler Landesregierung während der IX. Gesetzgebungsperiode unter Landeshauptmann Eduard Wallnöfer zwischen dem 23. Oktober 1979 und dem 10. Juli 1984. 
Nach der Landtagswahl 1979 blieb die Größe des Regierungsteams mit acht Mitgliedern unverändert. Die Österreichische Volkspartei (ÖVP) stellte unverändert sechs Regierungsmitglieder, wobei ihr der Anspruch auf den Landeshauptmann, einen Landeshauptmann-Stellvertreter und vier Landesräte zufiel. Auch die Sozialdemokratische Partei Österreichs (SPÖ) war auf Grund des Proporzsystems mit einem Landeshauptmann-Stellvertreter in der Landesregierung vertreten, zudem stellte die SPÖ einen Landesrat. Gegenüber der Vorgängerregierung Landesregierung Wallnöfer IV war es in lediglich bei der SPÖ zu Veränderungen gekommen. Der bisherige Landeshauptmann-Stellvertreter Herbert Salcher war aus dem Regierungsteam ausgeschieden, woraufhin der bisherige Landesrat Ernst Fili seine Position übernahm. Als neuer Landesrat wurde in der Folge Friedrich Greiderer angelobt. 
Während Landeshauptmann Wallnöfer mit 29 der 36 möglichen Stimmen, bei sieben ungültigen Stimmen, gewählt wurde, erfolgte die Wahl der übrigen Regierungsmitglieder nach dem Verhältniswahlrecht durch die schriftliche Nominierung der Regierungsmitglieder durch die zwei Landtagsklubs von ÖVP und SPÖ. 

## Regierungsmitglieder
| Amt                                    | Name                | Partei | Geschäftsfelder |
| -------------------------------------- | ------------------- | ------ | --------------- |
| Landeshauptmann                        | Eduard Wallnöfer    | ÖVP    |                 |
| Erster Landeshauptmann-Stellvertreter  | Fritz Prior         | ÖVP    |                 |
| Zweiter Landeshauptmann-Stellvertreter | Ernst Fili          | SPÖ    |                 |
| Landesrat                              | Luis Bassetti       | ÖVP    |                 |
| Landesrat                              | Christian Huber     | ÖVP    |                 |
| Landesrat                              | Alois Partl         | ÖVP    |                 |
| Landesrat                              | Fridolin Zanon      | ÖVP    |                 |
| Landesrat                              | Friedrich Greiderer | SPÖ    |                 |